# Royal Commission on Aboriginal Peoples
Royal Commission on Aboriginal Peoples (RCAP) upprättades genom ett beslut den 26 augusti 1991. Kommissionen  överlämnade i oktober 1996 sin rapport. RCAP hade som uppdrag att undersöka och hitta lösningar på de utmaningar som finns i relationerna mellan ursprungsfolken First Nations, Inuit, Métis Nation och Kanadas regering och övriga delar av det kanadensiska samhället. RCAP var en kanadensisk kunglig kommission inrättad 1991. RCAP kommissionens slutrapport var på 4 000 sidor och publicerades 1996. Rapporten fastställde en 20-årig agenda för ett genomförande av rekommenderade ändringar.

## Bakgrund
Kommissionen skapades som ett svar på status- och rättighetsfrågor som aktualiserades av den så kallade Oka-krisen. Oka krisen var en tvist mellan en grupp Mohawker och staden Oka, som gällde en plan att bygga en golfbana på en inhemsk begravningsplats. Krisen varade i 78 dagar och resulterade i två dödsfall. Tvisten var den första våldsamma konflikten mellan First Nations och provinsregeringar i slutet av 1900-talet. Bakgrunden var också Meech Lake Accord som var ett förslag att förändra konstitutionen i Kanada mot större självstyrelse för delstaterna som ursprungsbefolkningen motsatte sig då de inte deltagit i förberedelserna inför lagförändringarna. 

## Kommissionens omfattning och arbete
Kommissionen undersökte förhållandet och utvecklingen av dessa mellan ursprungsfolken First Nations, Inuit och Métis,  och Kanadas regering, och Indian and Northern Affairs Canada och delvis Culture of Canada som helhet. Den resulterade i förslag till specifika lösningar, som grundades på inhemska och internationella erfarenheter, och på de historiska problem som hade präglat dessa relationer och som fortsatt att vara en del av vardagen för urfolken i modern tid. Kommissionen undersökte ett flertal frågor som var viktiga för någon eller alla ursprungsfolk i Kanada däribland den viktiga frågan om hälso- och sjukvård. Studier av de historiska relationerna mellan regeringen och ursprungsfolken gjordes, för att förstå hur självstyre för ursprungsfolken kan etableras, och hur den rättsliga statusen är för tidigare överenskommelser som den kungliga proklamationen från 1763, Indian Act, Numbered treaties Aboriginal case law.
Kommissionen ledamöter bestod av flera kända representanter för ursprungsbefolkningen och jurister. Bland dessa kan nämnas Paul Chartrand, kommissionär för Aboriginal Justice Implementation Commission, J. Peter Meekison, Viola Robinson, Mary Sillett och Bertha Wilson. Som ordförande fungerade René Dussault och Georges Erasmus. Kommissionen hade en budget på 60 miljoner dollar. De fem kommissionärerna besökte 96 First Nation-gemenskaper och höll 178 dagars offentliga utfrågningar.

## Slutrapport
Kommissionen publicerade sin slutrapport i november 1996. Rapporten omfattade fem volymer, sammanlagt 4 000 sidor. Rapporten täckte ett stort antal frågor. Kommissionen gjorde 440 rekommendationer som krävde genomgripande förändringar i förhållandet mellan ursprungsfolk, andra kanadensiska medborgare och regeringarna i de olika delstaterna i Kanada.
Några av de viktigaste rekommendationerna inkluderade följande.
- Lagstiftning, inklusive en ny kunglig proklamation som anger Kanadas åtagande för ett nytt förhållande mellan pärterna och kompletterande lagstiftning som fastställer en process för fördrag och ett erkännande av urfolkens nationer och regeringar.[7]
- Erkännande av en urfolkens regeringsordning, som omfattas av stadgan om rättigheter och friheter, med beslutsrätt över frågor som rör urfolkens styrelse och välfärd och deras territorier. Ersättning av det federala departementet för indianska angelägenheter med två avdelningar, en för att implementera den nya relationen med ursprungsnationer och en för att tillhandahålla tjänster för icke-självstyrande samhällen.[7]
- Skapande av ett eget parlament för urfolken.[7]
- Utvidgning av urfolkens land- och resursbas.[7]
- Erkännande av métisernas självstyre, med tillhandahållande av ett landområde och erkännande av métisernas rättigheter att jaga och fiska på kronans mark.[7]
- Initiativ för att förändra sociala, utbildnings-, hälso- (Indian Health Transfer Policy) och bostadsfrågor, som särskilt viktig ansågs utbildning av 10 000 hälso- och sjukvårdspersonal under en tioårsperiod. Därtill skulle inrättas  ett ursprungsbefolkningens universitet. Ett erkännande av ursprungsbefolkningens rätt att bestämma över skydd för sina barn.[7]
- Rapporten räknade med ens 20-årig tidsplan för att genomföra dessa rekommendationer.[7][8]

2016 under en intervju angående avslutningen av 20-årsperioden, erkände Paul Chartrand, en av rapportens kommissionärer, att inte mycket hade förändrats.

## Rapporten från Royal Commission on Aboriginal Peoples
Rapporten från kommissionen behandlar gäller regeringens politik gentemot de ursprungliga historiska nationerna i Kanada. Dessa nationer har varit viktiga och är fortsatt viktiga för Kanada. Kanadas relation till dessa olika nationer bestämmer i hög grad om de känner sig rättvist behandlade och hur de ser på sin relation till Kanada och det avspeglas i den bild som förmedlas inför världen. RCAP lämnade sin rapport i oktober 1996. Rapporten
- Volym 1 - Looking Forward, Looking Back [PDF 5MB]
- Volym 2 - Restructuring the Relationship [PDF 6MB]
- Volym 3 - Gathering Strength [PDF 4MB]
- Volym 4 - Perspectives and Realities [PDF 4MB]
- Volym 5 - Renewal: A Twenty-Year Commitment [PDF 2MB]